# Phyllophaga cochisa
Phyllophaga cochisa är en skalbaggsart som beskrevs av Saylor 1940. Phyllophaga cochisa ingår i släktet Phyllophaga och familjen Melolonthidae. Inga underarter finns listade i Catalogue of Life.